# Moschee Wesseling

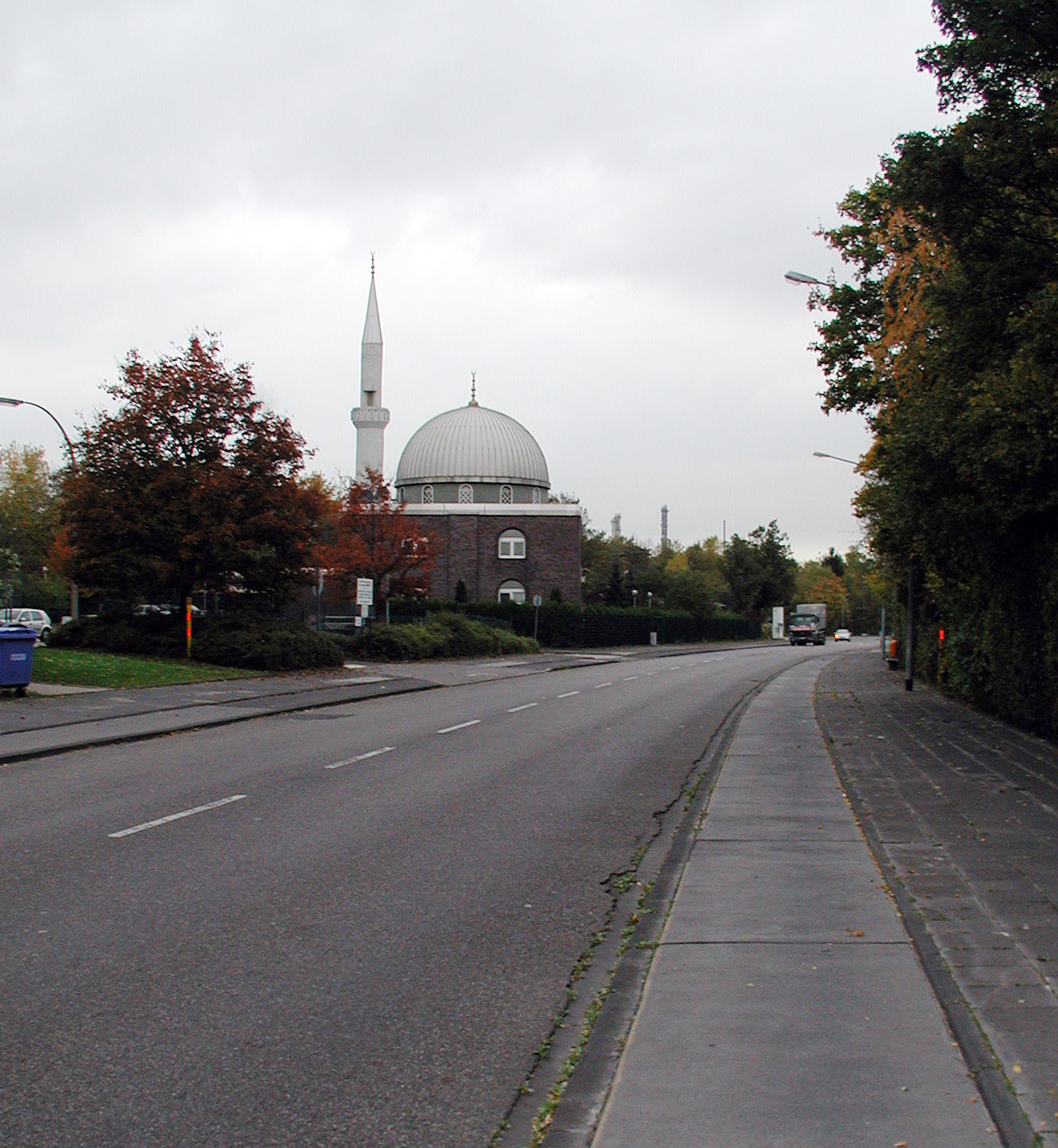
Moschee Wesseling, „Mimar Sinan Camii“, Hubertusstraße 125

Die Wesselinger Moschee (türkisch Mimar Sinan Camii Wesseling; deutsch: Architekt-Sinan-Moschee Wesseling) wurde 1987 als achte baulich bedeutsame Moschee in Deutschland erbaut. Der Namensgeber Mimar Sinan war der bedeutendste osmanische Architekt im 16. Jahrhundert. Die endgültige Fertigstellung der Moschee wurde 1992 gefeiert. Der sie betreibende Verein ist Mitglied des türkischen Dachverbandes DITIB (die 1984 in Köln gegründete „Türkisch-Islamische Union der Anstalt für Religion e.V“), damit untersteht sie indirekt dem türkischen Staatspräsidenten.

## Die muslimische Gemeinde
Die muslimische Gemeinde in Wesseling ist wie überall in Deutschland infolge der Arbeitsmigration seit der Mitte des vergangenen Jahrhunderts entstanden. Bei den meisten der sich zur Wesselinger Gemeinde zählenden Muslime handelt es sich um einstige Gastarbeiter aus der Türkei oder deren Nachkommen. Die offizielle Zahl der Mitglieder beträgt (2014) etwa 270. Die Gemeinde hat aber einen Einzugsbereich, der über Wesseling hinausgeht. Nach Angaben des Vorsitzenden besuchen regelmäßig etwa 1200 Muslime das traditionelle Freitagsgebet. Der Geistliche der großen Gemeinde ist hauptamtlich tätig und wird von der DITIB gestellt. Er leitet das Pflichtgebet, vollzieht den islamischen Trauungsritus (Nikah), hält am Freitag religiöse Ansprachen und erteilt den Kindern Koranunterricht.

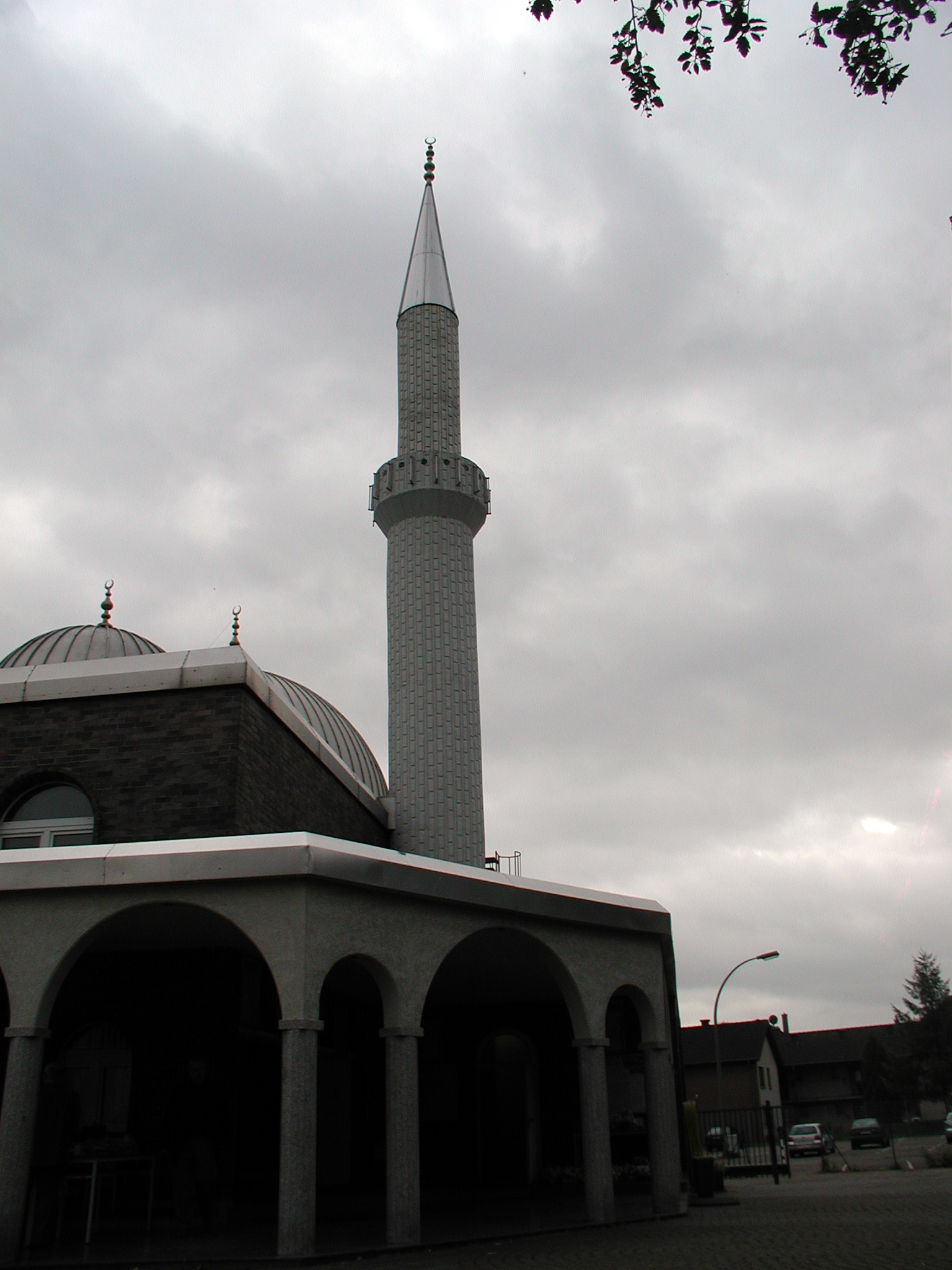
Innenhof der Moschee und Arkaden

## Das Bauwerk
Konzipiert wurde die Moschee als traditionelles muslimisches Gebetshaus angenähert der Form einer Hofmoschee (Innenhof mit Arkaden) mit Kuppel und Minarett auf einem Grundstück von 700 m². Die Gemeinde hat aber nicht das Recht auf den Gebetsruf vom Minarett. Zu verschiedenen Zeiten und Ländern waren unterschiedliche Gebäudetypen vorherrschend. Die älteste Form ist die Hofmoschee mit umlaufenden Arkaden. Diese Variante diente den Wesselinger Bauherren als Vorbild. Die große Kuppel ist nicht nur wichtiges Merkmal für schönes Aussehen, sondern dient auch der ausgewogenen Akustik. Das Minarett hat eine Höhe von 27 m.
Das Minarett ist ein eingedeutschtes Wort und hat das arabische Wort manära zur Grundlage, heißt aber auch as-sauma'a, der Turm oder die Erhebung, oder al-mi'dhana, der Ort, von dem aus der Ruf zum Gebet erfolgt. Der Prototyp des Minaretts ist derjenige der „Moschee des Biläl“ am Abü-Qubais-Berg in Mekka.
In erster Linie ist die Wesselinger Moschee der Ort, wo die Gläubigen ihre Gebete verrichten. Sie wird in ihren Nebenräumen jedoch auch als vielseitige Begegnungsstätte genutzt und dient als soziales, kulturelles, pädagogisches und religiöses Zentrum.
Der Bau der Moschee hat etwa zwei Millionen DM gekostet, wurde von Gemeindemitgliedern finanziert und kommt ohne Zuschüsse aus.
Benannt ist die Moschee nach dem bedeutenden osmanischen Architekten Sinan.

## Die Innenausstattung / Rituelles

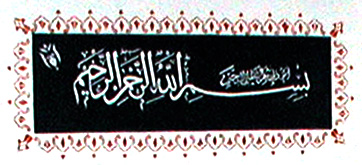
Tafeln mit Kalligraphien im Gebetsraum

Innerhalb der Moschee befinden sich Tafeln mit Kalligraphien (Hatt), auf denen die Namen der wichtigsten Personen der Islamischen Religionsgeschichte geschrieben stehen. So werden der Name Gottes (Allah), der Name des Propheten (Mohammed), die Namen der vier Kalifen und die Enkelkinder des Propheten aufgeführt.
An den Wänden und Decken finden sich auch viele Koranverse, einige Verse sind direkt auf Keramikkachel geschrieben oder gebrannt. Häufig verwendet man kunstvolle Motivkacheln aus der anatolischen Stadt Kütahya zur Ausstattung des Raumes. Diese in Form der kalligraphisch aufbereiteten Koranverse und der ornamentalen Muster sind neben dem prächtigen Kronleuchter der einzige Schmuck im Gebetssaal (Harām). Der Fußboden ist mit Teppichen bedeckt, Stühle oder Bänke wie in christlichen Kirchen fehlen ganz.
Das Prunkstück des großen Gebetsraumes ist die mit Keramik eingefasste Gebetsnische (Mihrāb). Sie befindet sich in der Mitte der Wand an der Kopfseite und ist der zentrale Ort in der Moschee. Sie ist wie bei allen Moscheen üblich in Richtung zur Kaaba (Ka´be) in Mekka ausgerichtet. Hier steht der Vorbeter (Imam) während der täglichen Gebete und des Freitagsgebetes, von dort aus betet der Gelehrte vor und die Gemeinde betet nach. An den Wänden befinden sich nach einer Renovierung Flachbildschirme, auf denen die Predigt, die auf Türkisch oder Arabisch gehalten wird, auf Deutsch angezeigt wird.
Eine Vortragskanzel (Kürsü) befindet sich links von der Mihrāb, es ist ein erhöhtes Pult, von dem aus Koranrezitationen gehalten werden. Die Predigtkanzel (Minber) dagegen ist ein wesentlich höherer Predigtplatz rechts der Mihrāb, der zu Anlässen, die über das tägliche Ritual hinausgehen, genutzt wird. Sie wird zum Beispiel freitags zwischen den gemeinsamen Gebeten (Cumá) und noch einmal für eine zweite Predigt nach den letzten Gebeten (Vaaz) benutzt. Die im oberen Stock gelegene Empore ist den Frauen vorbehalten.

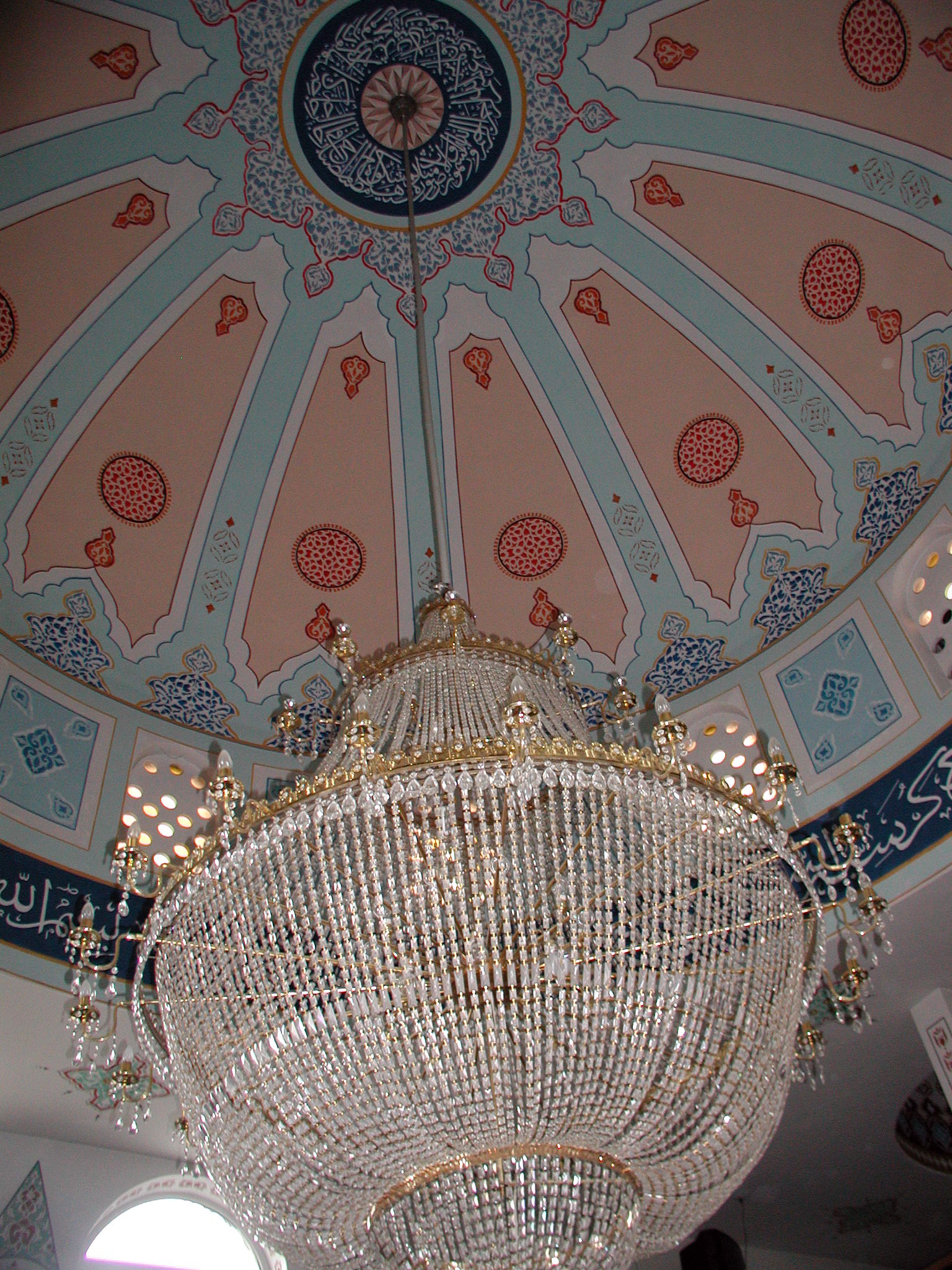
Mimar–Sinan-Camii, die große Kuppel
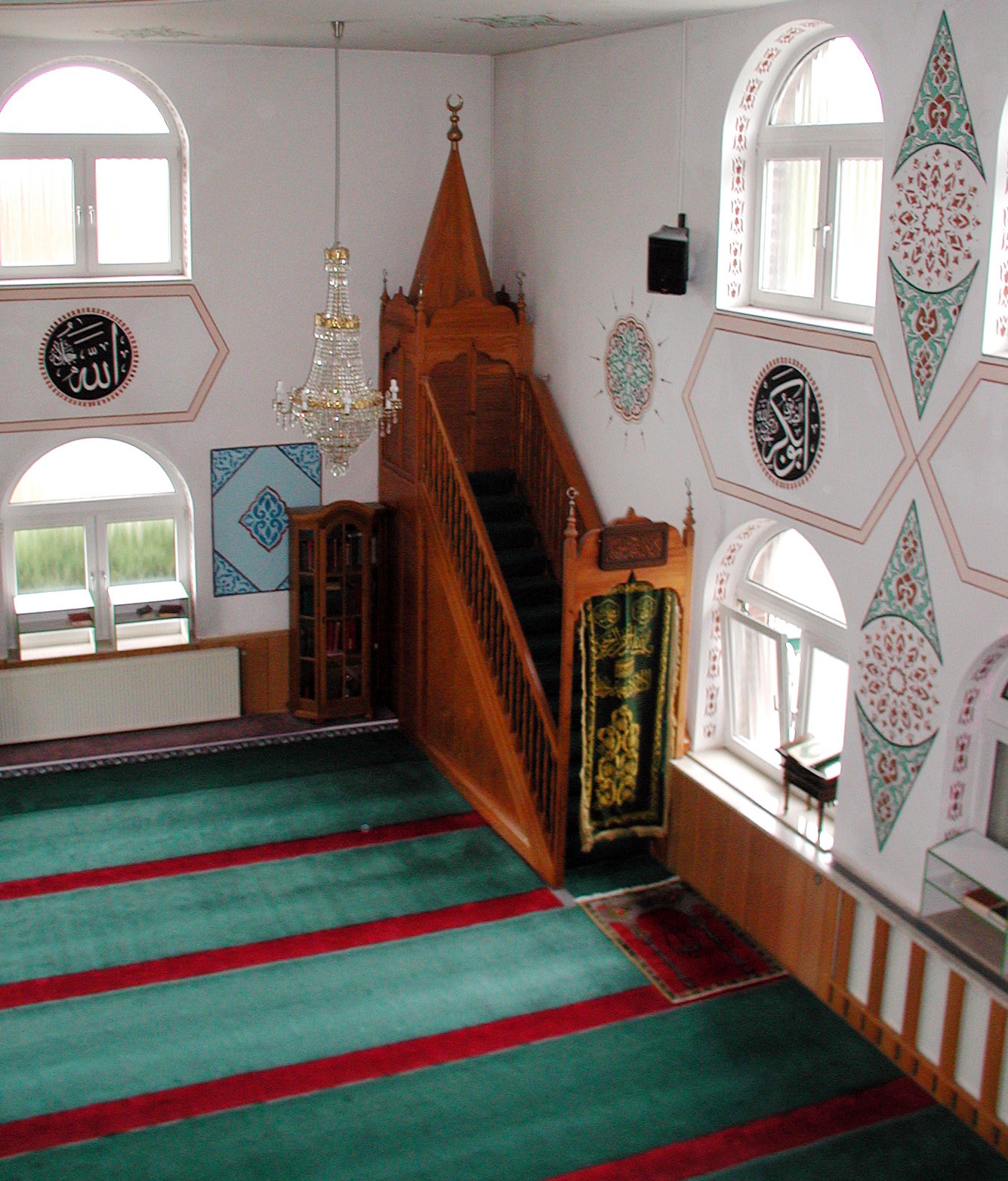
Predigtkanzel (Minber), Detail
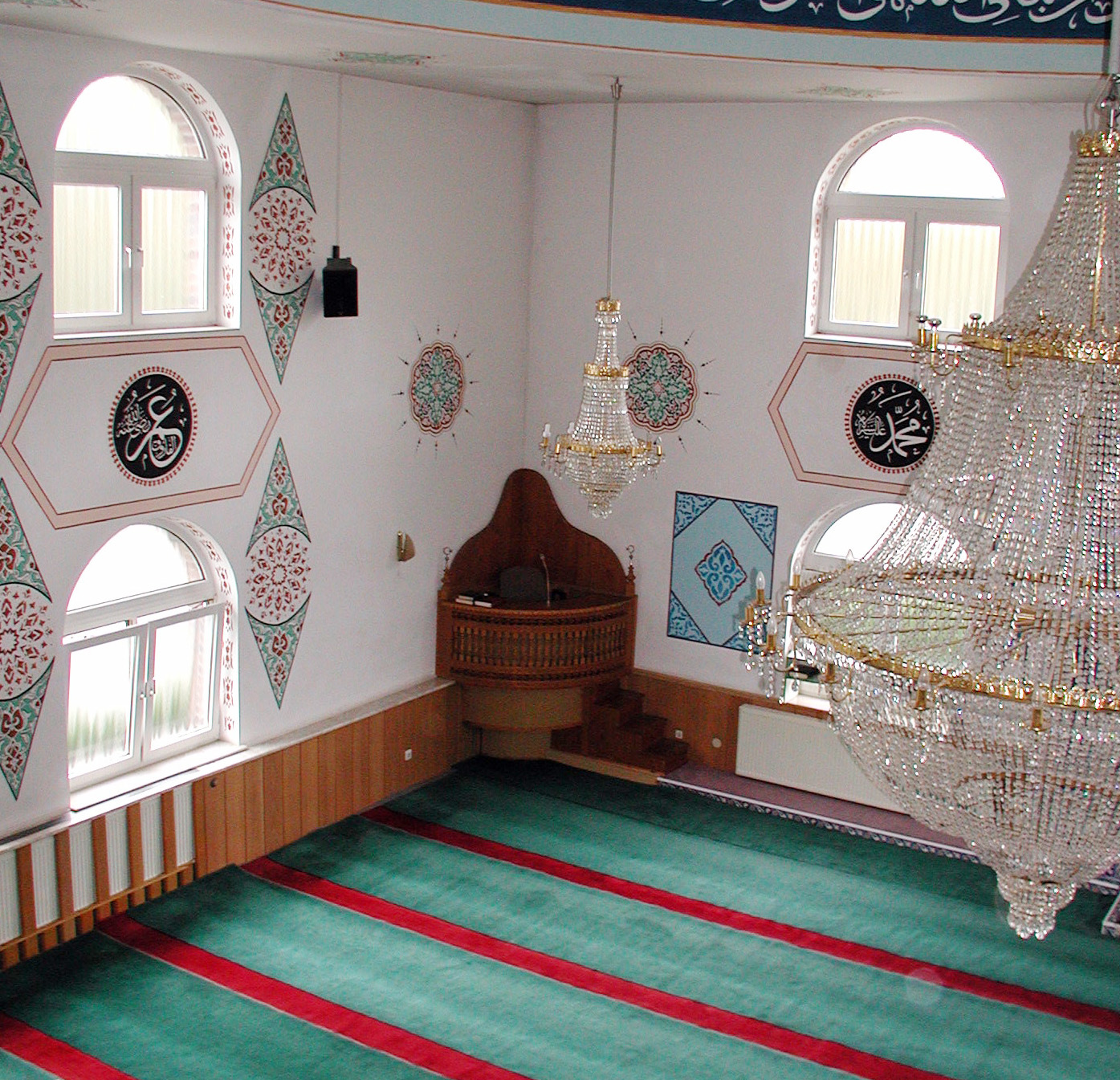
Die Vortragskanzel, (Kürsü) Detail
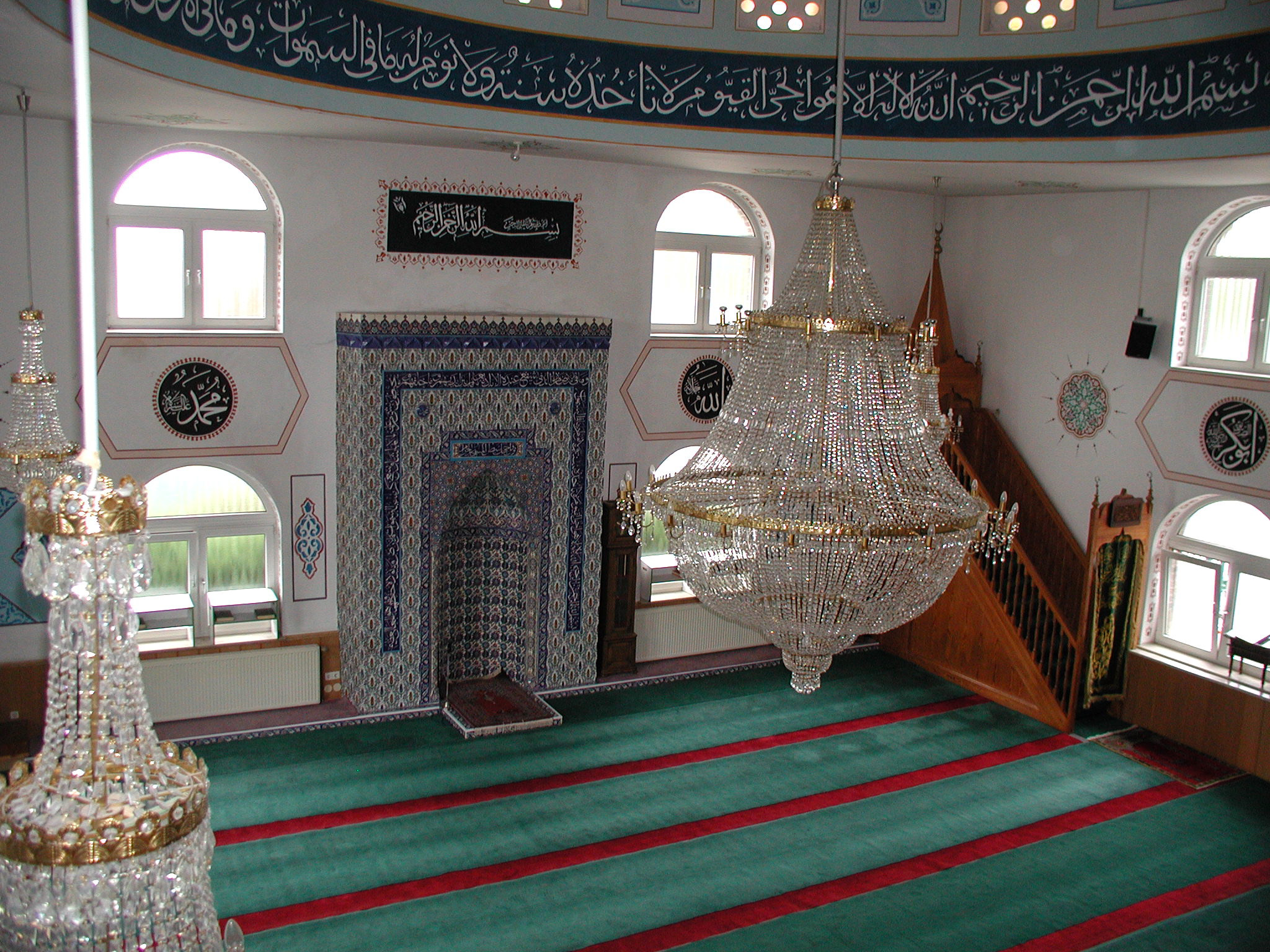
Die Gebetsnische, (Mihrāb) und Predigtkanzel (Minber)

## Weitere Bereiche
Die Moschee bietet ihren Besuchern außer dem Gebetsraum noch viele zusätzliche Bereiche: Unterrichtsräume, zum Beispiel auch für Computerkurse, Frauen-, Jugend- und Bibliotheks-, Sport- und Freizeiträume, Wasch- und Duschgelegenheiten. In den die Moschee teilweise umgebenden Arkaden findet man kleine Verkaufsstände, auch eine Imbissgelegenheit wird geboten. Unter einem kleinen Pavillondach an rustikalen Holztischen und Bänken liest man die Zeitung und genießt einen traditionellen türkischen Tee (Cay) oder Mokka.
In Kürze will die Gemeinde die Anlage durch einen Anbau für die Wohnung des Imam und weitere Unterrichtsklassen erweitern.